# José Luiz Passos
José Luiz Passos (Catende, 21 de dezembro de 1971) é um escritor, professor e tradutor brasileiro.

## Biografia
Nasceu em Catende, na usina de açúcar onde o avô era químico. Seu pai era administrador de empresas e a mãe trabalhou como cozinheira, chefe de cozinha e gerente de alimentos e bebidas no Recife.
Estudou numa escola católica, de freiras belgas. Sociólogo de formação na Universidade Federal de Pernambuco, fez o mestrado num curso simultaneamente oferecido pelos programas de Letras e Sociologia na Unicamp, com tese sobre Mário de Andrade.
É PhD em Letras pela Universidade da Califórnia em Los Angeles (UCLA). Lecionou na Universidade de Berkeley por nove anos e dirigiu o Centro de Estudos Brasileiros da UCLA, onde é professor titular de literaturas brasileira e portuguesa.
É autor de ensaios sobre o romance, a poesia e a prosa modernistas e a história do pensamento social, publicados no Brasil, na Europa e nos Estados Unidos.

## Obras
- 1998 - Ruínas de linhas puras (ensaio), Annablume.[5]
- 2009 - Nosso Grão Mais Fino (romance), Alfaguara.[6]
- 2012 - O Sonâmbulo Amador (romance), Alfaguara.[7]
- 2014 - Romance com pessoas (ensaio), Alfaguara.[8]
- 2016 - O Marechal de Costas, Alfaguara.[9] Sobre Floriano Peixoto (1839-1895)
- 2017 -  Antologia Fantástica da República Brasileira (romance), Cepe Editora.
- 2017 -  A órbita de King Kong

## Prêmios
- 2013 - 11º Prêmio Portugal Telecom, O Sonâmbulo Amador.[10]
- 2014 - 2º Prêmio Brasília de Literatura, O Sonâmbulo Amador.[11]